# Grupo Rusich
O Grupo de Assalto, Reconhecimento e Sabotagem "Rusich" (em russo:  Диверсионно-штурмовая разведывательная группа "Русич", transl. Diversionno-shturmovaya razvedyvatel'naya gruppa "Rusich") é um destacamento de combate de direita neonazista pró-russo que participou da Guerra Russo-Ucraniana tanto na Guerra em Donbas de junho de 2014 a julho de 2015 do lado das repúblicas separatistas autoproclamadas quanto na invasão russa da Ucrânia como parte das tropas russas.
Em 2022, o grupo e seus comandantes Alexey Milchakov e Yan Petrovsky foram incluídos na lista de sanções dos EUA por sua "crueldade especial" nas batalhas no Oblast de Carcóvia.

## Participação em operações militares

### Conflito em Donbas
O grupo luta desde junho de 2014, conduzindo operações de reconhecimento e sabotagem atrás das linhas ucranianas, também desempenhou um papel significativo em várias batalhas importantes no início do conflito em Donbas.

### Guerra civil na Síria
Em 2017, militantes do Rusich apareceram na Síria protegendo a infraestrutura estrategicamente importante de petróleo e gás pertencente a empresas russas. Em suas contas no Instagram, os militantes publicaram fotos de Palmira, no centro da Síria, onde um deles posa em frente às ruínas antigas, levantando a mão em uma saudação nazista.

### Invasão russa da Ucrânia
Alguns jornalistas investigativos presumiram no final de outubro de 2021 que o grupo retornaria à Ucrânia, o que de fato aconteceu no início de abril de 2022. Os combatentes do Rusich foram transferidos para Carcóvia, no nordeste da Ucrânia.

## Símbolo
O emblema do grupo é composto do símbolo pagão eslavo Kolovrat sobre a bandeira do Império Russo, outras versões incluem o símbolo nórdico Valknut, runas e o Sol negro.